# اندال، بردهامان
اندال، بردهامان (به انگلیسی: Andal, Bardhaman) یک منطقهٔ مسکونی در هند است که در بنگال غربی واقع شده‌است.

## خصوصیات
اندال ۱۹٬۵۰۴ نفر جمعیت دارد و ۷۶ متر بالاتر از سطح دریا واقع شده‌است.